# Inodrillia
Inodrillia is een geslacht van weekdieren uit de klasse van de Gastropoda (slakken).

## Soorten
- Inodrillia acloneta (Dall, 1889)
- Inodrillia acova Bartsch, 1943
- Inodrillia acrybia (Dall, 1889)
- Inodrillia aepynota (Dall, 1889)
- Inodrillia amblytera (Bush, 1893)
- Inodrillia avira Bartsch, 1943
- Inodrillia dalli (Verrill & S. Smith [in Verrill], 1882)
- Inodrillia dido Bartsch, 1943
- Inodrillia gibba Bartsch, 1943
- Inodrillia hatterasensis Bartsch, 1943
- Inodrillia hesperia Bartsch, 1943
- Inodrillia hilda Bartsch, 1943
- Inodrillia ino Bartsch, 1943
- Inodrillia martha Bartsch, 1943
- Inodrillia miamia Bartsch, 1943
- Inodrillia nucleata (Dall, 1881)
- Inodrillia pharcida (Dall, 1889)
- Inodrillia prolongata (E. A. Smith, 1890)
- Inodrillia ricardoi Rios, 2009
- Inodrillia vetula Bartsch, 1943